# Golan Armored Vehicle
Il Golan Wheeled Armored Vehicle (in ebraico: גולן) è un prototipo di veicolo blindato ruotato sviluppato per le forze armate israeliane dalla ditta israeliana RAFAEL Armament Development Authority in cooperazione con la ditta statunitense Protected Vehicles Incorporated. In particolare la Protected Vehicles ha fornito alcune delle tecnologie impiegate sul Cougar e sul Buffalo, fatto che provocò alcuni problemi alla RAFAEL dal momento che queste tecnologie sarebbero dovute essere coperte dal segreto industriale.
Il compito di questi nuovi veicoli è di fornire il livello più alto possibile di protezione alle truppe di fanteria. Inoltre il veicolo sarebbe stato progettato per operare anche come posto comando, veicolo da ricognizione o come veicolo di soccorso protetto. Complessivamente può trasportare dieci soldati equipaggiati. Per incrementare ulteriormente la protezione nei confronti di mine e IED il veicolo dispone di una forma del pianale a V che permette di minimizzare gli effetti della deflagrazione sulle superfici esposte del veicolo. Inoltre il veicolo dispone a seconda del numero e del tipo di corazze del quale viene dotato di diversi livelli di protezione e può essere anche dotato di corazze retattive. Un'aliquota di 60 veicoli è stata anche ordinata dall'esercito statunitense che conta di impiegare questi veicoli in aree ad alto rischio. Nonostante si ritenesse probabile che il veicolo potesse essere acquistato dal governo statunitense in grandi quantità è stato escluso dalla gara di appalto per la fornitura di veicoli protetti e gli unici veicoli in servizio rimarranno molto probabilmente i 60 veicoli già ordinati.